# Sîdelivka, Ripkî
Sîdelivka (în ucraineană Сиделівка) este un sat în comuna Novi Iarîlovîci din raionul Ripkî, regiunea Cernihiv, Ucraina. În secolul al XIX-lea, satul făcea parte din volostul Iarîlovîci, uezdul Horodnea.

## Demografie
Componența lingvistică a localității Sîdelivka
     Ucraineană (98,41%)
     Rusă (1,59%)
Conform recensământului din 2001, majoritatea populației localității Sîdelivka era vorbitoare de ucraineană (98,41%), existând în minoritate și vorbitori de rusă (1,59%).